# Marek Gróbarczyk

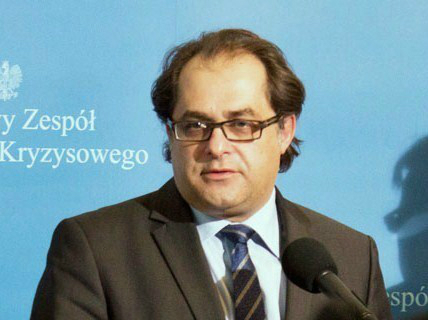
Marek Gróbarczyk (2015)

Marek Józef Gróbarczyk (* 13. März 1968 in Nowy Sącz) ist ein polnischer Politiker der Partei Prawo i Sprawiedliwość. Er war von November 2015 bis Oktober 2020 Minister für Meereswirtschaft und Binnenschifffahrt.

## Leben
Er schloss ein Studium an der Seefahrt-Akademie Gdynia ab. Danach belegte er einen Aufbaustudiengang an der Uniwersytet Technologiczno-Przyrodniczy (technologisch-naturwissenschaftliche Universität) in Bydgoszcz. In der Folge arbeitete er u. a. als Schiffsoffizier und in einer Baufirma. Seit Januar 2007 war er Vizepräsident der Chemiefirma Zakłady Azotowe in Tarnów-Mościce.
In das Kabinett Kaczyński wurde er im August 2007 als Minister für Meereswirtschaft berufen. Seit 2009 war er Abgeordneter im Europäischen Parlament. Im Kabinett Szydło wurde Gróbarczyk am 16. November 2015 zum Minister für Meereswirtschaft und Binnenschifffahrt ernannt und wurde in dieser Funktion auch in die folgenden Kabinette Morawiecki I und Morawiecki II bis 6. Oktober 2020 übernommen. Danach wurde er Staatssekretär im Ministerium für Infrastruktur unter Minister Andrzej Adamczyk.